# Caerhun

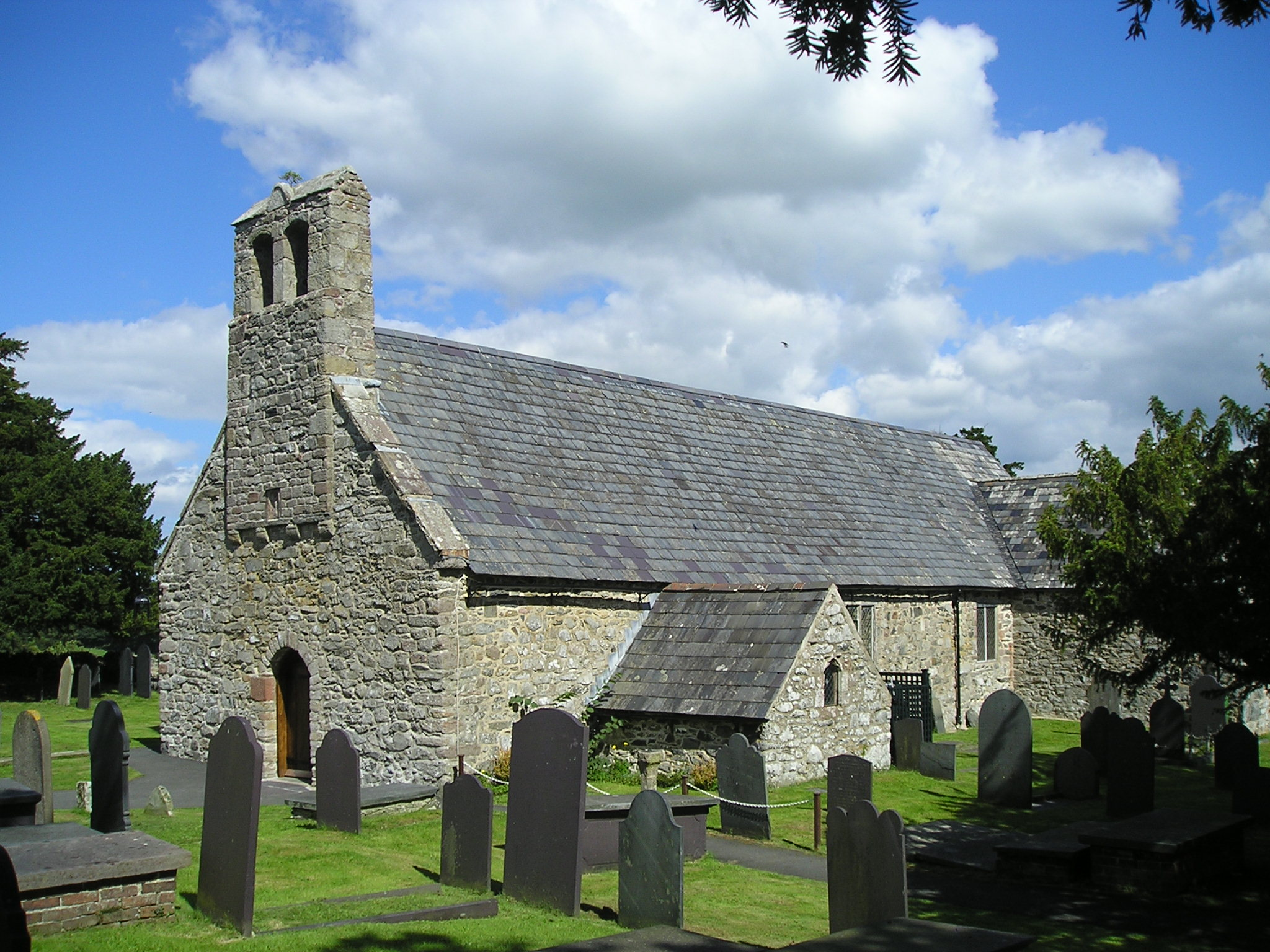
Die Church of St Mary in Caerhun

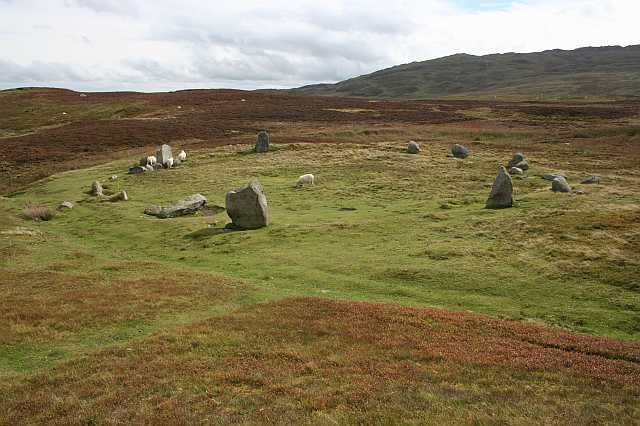
Der Steinkreis am Tal-y-Fan

Caerhun (walisisch Caerhûn [ˈkɑːɨ̯rhɨːn]) ist eine Community und ein Weiler in der nordwalisischen Principal Area Conwy County Borough. Im Nordwesten der Gemeinde befinden sich ein Kammergrab (englisch chambered tomb), das Hillfort Pen-y-gaer und einige Menhire (walisisch Maen hir – englisch Standing stone).

## Das Kammergrab

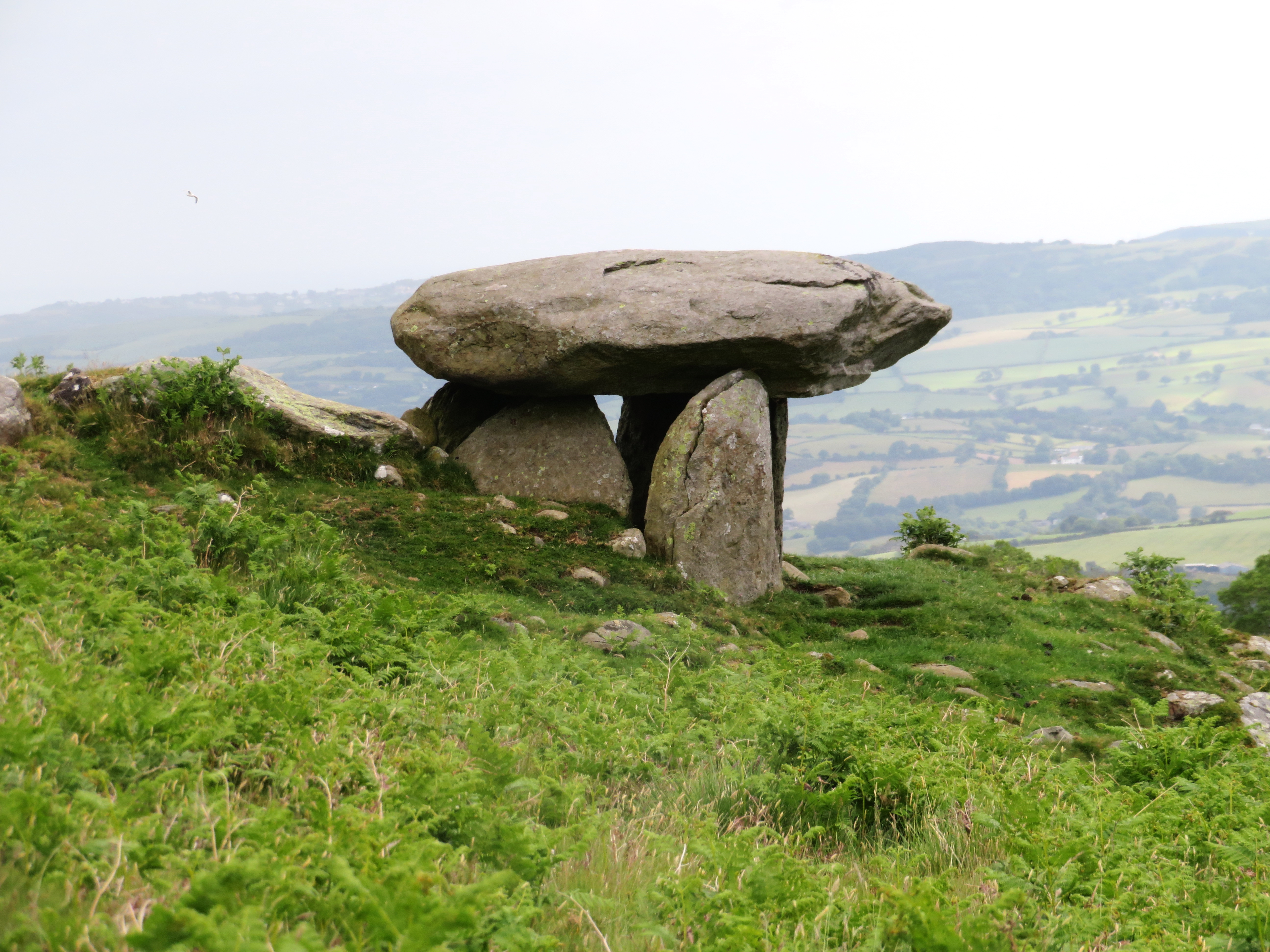
Das Kammergrab

Das Kammergrab Maen y Bardd liegt in Caerhun eingetieft am Hügel Tal-y-Fan mit Blick auf das Conwy-Tal, westlich von Rowen, bei Conwy in der Principal Area mit dem Status eines County Borough im Norden von Wales. Die unterirdische Kammer ist klein. Ein Erwachsener kann gehockt gerade Platz finden. Auf der südöstlichen Seite scheinen die Reste eines Vorhofs zu liegen, begleitet von einem Hügel von etwa zehn Metern Länge.

## Die Menhire
Zwei der im Osten von Maen y Bardd stehenden Menhire sind heute sichtbar. Einer steht frei, die anderen sind in die Feldgrenze integriert. Die Steine wurden früher als Teil einer Steinreihe im Zusammenhang mit dem Kammergrab angesehen, was neuere Studien widerlegen. Sie bilden ein nahezu rechtwinkliges Dreieck zwischen den Kammern von Maen y Bardd und Rhiw und stehen 105 bzw. 65 Meter von den jeweiligen Anlagen entfernt. Ob die Ausrichtung beabsichtigt ist, ist unbekannt. Wenn die Steine bronzezeitlich sind, würden sie einige Jahrhunderte jünger als die Gräber sein und können stattdessen mit den Menhiren von Cae Coch, 850 m westlich verbunden sein.